# Riđani
Riđani (cyr. Риђани) – wieś w Czarnogórze, w gminie Nikšić. W 2011 roku liczyła 180 mieszkańców.